# لارافل
لارافل (بالإنجليزية: Laravel)‏ هو منصة برمجية لتطبيقات الإنترنت مفتوح المصدر أو إطار عمل لتطوير تطبيقات الويب مكتوب بلغة بي إتش بي. أطلق Taylor Otwell لارافل في شهر فبراير 2012م.
في ديسمبر 2013م، أصبحت لارافل من أحد أشهر أُطر العمل المعمولة بـبي إتش بي وذلك وفقاً لإحصاء تم عمله من قبل المطورون، وفي أغسطس 2014م أصبحت لارافل أكثر إطار عمل مشاهدةً مبني على لغة البي إتش بي في موقع غيت هاب.

## مبدأ العمل
تم تطوير الإصدار الخامس من لارافل باستخدام الإصدار 7.1.3 من لغة بي إتش بي، ويعتمد في تنصيبه على نظام إدارة الحزم كومبوزر (Composer).

## الإصدارات
جدول إصدارات إطار العمل لارفل حتى الآن والإصدارات المتوقع صدورها حسب الموقع الرسمي:
| الإصدار | تاريخ النشر             | نسخة PHP  |
| ------- | ----------------------- | --------- |
| 1.0     | يونيو 2011              |           |
| 2.0     | سبتمبر 2011             |           |
| 3.0     | 22 فبراير 2012          |           |
| 3.1     | 27 مارس 2012            |           |
| 3.2     | 22 مايو 2012            |           |
| 4.0     | 28 مايو 2013            | ≥ 5.3.0   |
| 4.1     | 12 ديسمبر 2013          | ≥ 5.3.0   |
| 4.2     | 1 يونيو 2014            | ≥ 5.4.0   |
| 5.0     | 4 فبراير 2015           | ≥ 5.4.0   |
| 5.1     | 9 يونيو 2015            | ≥ 5.5.9   |
| 5.2     | 21 ديسمبر 2015          | ≥ 5.5.9   |
| 5.3     | 23 أغسطس 2016           | ≥ 5.6.4   |
| 5.4     | 24 يناير 2017           | ≥ 5.6.4   |
| 5.5     | 30 أغسطس 2017           | ≥ 7.0.0   |
| 5.6     | 7 فبراير 2018           | ≥ 7.1.3   |
| 5.7     | 4 سبتمبر 2018           | ≥ 7.1.3   |
| 5.8     | 26 فبراير 2019          | ≥ 7.1.3   |
| 6       | 3 سبتمبر 2019           | ≥ 7.2.0   |
| 7       | 3 مارس 2020             | ≥ 7.2.5   |
| 8       | 8 سبتمبر 2020           | 7.3 - 8.1 |
| 9       | 8 فبراير 2022           | 8.0 - 8.2 |
| 10      | 14 فبراير 2023          | 8.1 - 8.3 |
| 11      | 12 مارس 2024            | ≥ 8.2     |
| 12      | الربع الأول من عام 2025 | ≥ 8.2     |

## ميزات لارافل
- تم توفير نظام إدارة الحزم منذ النسخة الثالثة. مع هذه الميزة تحققت السهولة في استخدام البرمجة التركيبية. أيضاً إضافة إلى ذلك، في لارافل 4 تم استخدام الملحن (برمجية) لمديرية التبعية.
- استخدام محرك القوالب Blade
- بنية ملفات واضحة بعد تخطيك الأيام الأولى في تعلم لارافل ستجد أن الملفات التي تتعامل معها لا تزيد عن 4 مجلدات يحتوي المجلد فيهم ما يقارب ال 10 ملفات (يعتمد العدد الصحيح طبعاً على نوعية موقعك), وستجد ان التنقل بين المهام في لارافل سهل للغاية.[8]
- القوة الهائلة.[8]
- الأمان العالي يمتلك اطار عمل لارافل حماية لا يستهان بها، فهو الوسيلة الأمثل لمبرمج PHP يعتبر نفسه ضعيف في الحماية.[8]
- اضافات كثيرة يمكنك إضافة ميزات كثيرة إلى لارافل عبر الاضافات الموجودة بشكل مجاني في الإنترنت، الأمر الذي سيوسع مشروعك إلى حدود لا يمكن لأحد تصورها.[8]
- توثيق سهل واضح ربما ليست ميزة تنافسية خاصة بلارافل، لكن التوثيق المقدم من موقع لارافل سهل الفهم.[8]

## وصلات خارجية
- لارافل على موقع Open Hub (الإنجليزية)
- لارافل على موقع Free Software Directory (الإنجليزية)